# Peul du Niger occidental
Le peul du Niger occidental est une variété du peul, parlée par les Peuls au Niger, au Burkina Faso et au Bénin.

## Nom
Le peul du Niger occidental est aussi appelé peul, peulh, fula, fulani, fulbe, peul du nord-est du Burkina Faso dans ce pays et peul de Gorgal au Bénin.

## Dialectes
Ethnologue recense les dialectes suivants :
- Niger : dallol, bitinkoore, tera ;
- Burkina Faso : barani (barain, baraniire), gourmantche, bogandé, jelgoore, liptaakoore, barkoundouba, seeba-yaga (yaaga), ouhiguyua, fada ngurma.

Glottolog y ajoute le sokoto et Joshua Project le dogondoutchi, le tessaoua et le wodaabe.

## Utilisation
Cette langue est parlée par 450 000 personnes au Niger en 2007, par 1 170 000 au Burkina Faso en 2009 et par 30 000 au Bénin, pour un total de 1 650 000 dans le Monde.
Elle est principalement utilisée :
- au sud-ouest du Niger, de la frontière burkinabée à Dogondoutchi dans la région de Dosso ; au centre et à l'ouest de la région de Tillabéri ; par des groupes dans les régions de Niamey ;
- au nord-est du Burkina Faso, dans les provinces de Kossi et Sourou de la région de la Boucle du Mouhoun, au sud de Mopti le long de la frontière malienne ; dans les provinces de Bam et de  Namentenga de la région du Centre-Nord ; dans les provinces de l'Oudalan, du Séno, du Soum et du Yagha de la région du Sahel ;
- au nord-est du Bénin, dans le nord du département de l'Alibori.

Le peul du Niger occidental est parlé par des personnes de tous âges, dans tous les domaines. La plupart utilisent également le zarma, notamment ceux émigrant vers les villes.
Il existe une littérature ainsi que des émissions de radio et de télévision. Le taux d'alphabétisation pour les locuteurs dont c'est la langue maternelle est de 5 à 10 %.

## Reconnaissance légale
Le peul du Niger Occidental est reconnu par l'article 3 de la Constitution du Niger de 1999.